# Engdener Wüste/Heseper Moor (Nordhorn Range)
Engdener Wüste/Heseper Moor (Nordhorn Range) ist ein Naturschutzgebiet in der niedersächsischen Gemeinde Engden in der Samtgemeinde Schüttorf, der Einheitsgemeinde Wietmarschen und der Stadt Nordhorn im Landkreis Grafschaft Bentheim und in der Einheitsgemeinde Emsbüren im Landkreis Emsland.
Das Naturschutzgebiet mit dem Kennzeichen NSG WE 188 ist 1.012 Hektar groß. Davon entfallen 915,2 Hektar auf den Landkreis Grafschaft Bentheim und 96,8 Hektar auf den Landkreis Emsland. Das Naturschutzgebiet ist nahezu deckungsgleich mit dem 2003 ausgewiesenen EU-Vogelschutzgebiet „Engdener Wüste“. Ein großer Teil ist ferner Bestandteil des 1999 ausgewiesenen, 795 Hektar großen FFH-Gebietes „Heseper Moor, Engdener Wüste“. Das Gebiet steht seit dem 21. Dezember 2002 unter Naturschutz. In ihm ist das zum 16. April 1988 ausgewiesene Naturschutzgebiet „Engdener Wüste“ aufgegangen. Zuständige untere Naturschutzbehörden sind die Landkreise Grafschaft Bentheim und Emsland.
Das Naturschutzgebiet liegt vollständig innerhalb des „Luft-/Bodenschießplatzes Nordhorn“ (vormals „Nordhorn Range“) östlich von Nordhorn und südlich des Ems-Vechte-Kanals. Es besteht im Westen aus einem durch anthropogene Einwirkungen entstanden Sandheidekomplex auf Binnendünen, an den sich Bereiche mit Birken-Eichenwald, naturnahen Kleingewässer und Moore anschließen. Im Nordosten sind im Staatsforst Lingen überwiegen aus Kiefern und Lärchen bestehende Nadelwälder mit Resten von Birken-Eichenwald zu finden.